# Alameda de Osuna (Madrid)
Alameda de Osuna è uno dei cinque quartieri appartenenti al distretto di Barajas, nella periferia nord-orientale della città di Madrid (Spagna). Ha una popolazione di 19 386 abitanti su una superficie di 1.97 km2.
Il quartiere si trova vicino all'Aeroporto di Madrid-Barajas.

## Geografia

### Posizione e confini
Il quartiere di Alameda de Osuna è situato vicino all'MV7 dell'aeroporto Madrid-Barajas. È delimitato a ovest con la linea ferroviaria e l'autostrada M-40, a nord-ovest con la Avenida de Logroño, ad est con la Calle San Severo e Riano, molto vicine alla calle Ariadna (autostrada M-11), a sud-est con la Avenida de la Hispanidad (autostrada M-14) e a sud con l'Avenida de América (A-2).
Dal momento che i suoi confini solo per la maggior parte autostrade, è considerato un'"isola urbana", con un traffico pedonale proveniente da altri distretti vicini molto basso ad eccezione di quello proveniente dal quartiere di Corralejos, in particolare nella zona denominata "Coronal".

### Superficie
Il quartiere si sviluppa su un'area di 197,03 ettari. La sua dimensione maggiore è di 2,3 km, con una larghezza media di 800 metri.  Disegnato su un piano, ha la forma di una barca orientata verso sud-ovest.

### Aree specifiche
Il quartiere è diviso nelle seguenti aree specifiche:
- Capricho – Sezione di censimento numero 001, ad eccezione della sua area nord-orientale
- Castillo – Sezione di censimento numero 002 e due isolati a nord-est di 001
- Rioja – Sezioni di censimento numero 003 e 004
- Brezo – Sezione di censimento numero 005
- Embajada – Sezione di censimento numero 006
- Diana – Parte orientale della sezione di censimento numero 007
- Bareco – Sezioni di censimento numero 008 e 009 e parte occidentale di 007
- Calabaza – Sezioni di censimento numero 010 e 011
- Parqueluz – Sezioni di censimento numero 012 e 013
- Motocine – Sezione di censimento numero 014

### Mappa stradale
Il quartiere contiene 42 strade. I sei assi principali sono:
- Avda. De Logroño
- Pº de la Alameda de Osuna
- C / La Rioja
- Avda. De Cantabria
- Avda. De América
- Avda. De la Hispanidad

Alle strade a sud sono stati dati nomi di navi: Balandro, Batel, Bergantín, Canoa, Carabela, Catamarán, Corbeta, Falúa, Galeón, Galera, Goleta, Góndola, Navío, Noray, Piragua e Velero. Anche Obenque è incluso in questo gruppo, seppur si tratti del nome di un pezzo di nave. L'area settentrionale è stata nominata con il nome di editori storici: Antonio Sancha, Benito Monfort, Joaquín Ibarra y Manuel Aguilar Muñoz. Il resto delle vie prendono nomi diversi: Pinos de Osuna, Tomillar, Fuente del Pavo, la Fuente, Mar, Monteverde, Jardines de Aranjuez, Rambla, Riaño, San Severo, Soto Hidalgo ed il celebre fumetto Tintín e Milú.

### Consolidamento
Nell'anno 2009, si stimò come consolidato il 98% del suo territorio, essendo disponibile per la costruzione solo quattro solari: uno tra calle Tomillar, calle Tintin e Milou e San Severo, un altro tra l'Avenida de Logroño angolo con Antonio Sancha, un terzo tra la calle Pinos de Osuna e Velero ed un quarto nella zona più occidentale vicino alla M-40.

## Popolazione
Al primo gennaio dell'anno 2017 il quartiere Alameda de Osuna contava 19 386 abitanti, con 9330 uomini e 10 056 donne. Gli stranieri erano 1040.

### Evoluzione
Di seguito la tabella con l'evoluzione della popolazione dal 2010 al 2017 per il Quartiere, il relativo distretto e la città di Madrid.
| Anno | Alameda de Osuna | Distretto Barajas | Città di Madrid |
| ---- | ---------------- | ----------------- | --------------- |
| 2010 | 20 540           | 45 797            | 3 284 110       |
| 2011 | 20 387           | 46 211            | 3 269 861       |
| 2012 | 20 137           | 46 192            | 3 237 937       |
| 2013 | 19 948           | 46 089            | 3 215 633       |
| 2014 | 19 623           | 45 586            | 3 166 130       |
| 2015 | 19 445           | 45 747            | 3 141 991       |
| 2016 | 19 325           | 46 264            | 3 165 883       |
| 2017 | 19 386           | 46 876            | 3 182 175       |

## Monumenti e luoghi d'interesse

### Giardini Mari Luz Nájera
Mari Luz Nájera, residente nel quartiere di Alameda de Osuna e studentessa di scienze politiche e sociologia all'Università Complutense, morì il 24 gennaio 1977, dopo essere stata colpita alla testa da un fumogeno lanciato dalla polizia antisommossa mentre partecipava a una manifestazione per protestare contro la morte di Arturo Ruiz.
In occasione del 30º anniversario della sua morte, la sessione plenaria del consiglio comunale di Madrid decise all'unanimità nel giugno 2007 di intitolarle un'area verde situata tra l'Avenida de Cantabria, le vie Bergantín e Galeón e la Plaza de la Goleta, proprio nel quartiere. Ha una superficie di 6.600 metri quadrati e un perimetro di 450 metri.
Nel 2009 il comune di Madrid realizzò la riabilitazione di questo spazio verde. La vicesindaca e delegata per l'ambiente di allora, Ana Botella, accompagnata dalla madre di Maria Luz e da vari parenti, inaugurò dunque la nuova immagine di questi giardini dove, accanto alla fontana ornamentale, è stato posto un monolite di pietra con la scritta "Jardines de Mari Luz Nájera Julián" (Giardini di Mari Luz Nájera Julián).

### Orto ecologico urbano
È un orto urbano comunitario, situato ad Alameda de Osuna vicino al Parco del Capricho, coinvolto nella diffusione dell'ecologia e della vita sana, sia nel quartiere che nelle scuole, residenze, biblioteche, centri per anziani ed è tavolo ambientale del distretto di Barajas; si sviluppano laboratori interni ed esterni, aiutando a creare orti sociali e familiari.

### Pantheon di Fernán Nuñez
La storia della sua costruzione sembra essere collegata alla morte di Isabel Falcó y Osorio, figlia di María del Pilar Osorio Gutiérrez de los Ríos, terza duchessa di Fernán Núñez, e di suo marito, Manuel Pascual Luís Falcó y d'Adda, marchese di Almonacid de los Oteros e il duca consorte di Fernán Núñez. Isabel Falcó era morta a Malaga l'8 maggio 1875 all'età di diciassette anni e vi fu sepolta nel suo cimitero, nel mausoleo della famiglia di Enrique Crooke ed Emilia Larios, figlia del primo marchese di Larios. Da allora, la duchessa di Fernán Núñez iniziò a sviluppare l'idea di erigere un mausoleo a Madrid per ospitare i resti di sua figlia, per il quale commissionò il progetto architettonico Francisco de Cubas y González, marchese di Cubas, materializzato nel 1879.
Dopo la sua costruzione, il 27 aprile 1884 il cadavere di Isabel Falcó fu depositato nel secondo mausoleo dell'epistola, realizzato in marmo bianco, adornato da una corona scolpita di fiori e nastri, disposto sul coperchio del sarcofago. Con il passare del tempo, che di solito risolve tutto, i suoi genitori l'hanno accompagnata per sempre nel pantheon disegnato dal marchese di Cubas. Prima fu suo padre, il già citato Manuel Falcó, che morì nella sua villa a La Flamenca, ad Aranjuez, il 24 maggio 1892, e poi sua madre, María del Pilar Osorio, morta a Namur, in Belgio, il 1 Settembre 1921. In seguito vi furono sepolti anche altri membri della famiglia.
L'edificio, di piccole dimensioni, è una costruzione in stile neogotico, costruito in mattoni e pietra di Novelda, progettato per tutto l'anno 1879 e costituito come una piccola cappella a navata unica e tetto a due spioventi, distribuito nel suo interno in tre sezioni di semplice volta a crociera. Sotto la navata si trova la cripta, anch'essa suddivisa in tre piccoli tratti di volta ribassata, alla quale si accede da una scala disposta in un piccolo padiglione posto nella parte anteriore dell'altare maggiore, che funge anche da piccola sacrestia. Gli unici elementi decorativi all'esterno sono i contrafforti, la piccola croce situata all'estremità del timpano della sua facciata principale e lo stemma monumentale della casa ducale di Fernán Núñez sopra la porta d'ingresso. Dalla sobrietà degli interni spiccano i quattro grandi mausolei, due per lato della navata, ciascuno disposto sotto le cavità degli archi a sesto acuto della volta, per effetto dello scalpello dello scultore Elías Martín Riesco, notevole architetto di cui sappiamo che fece altre opere commissionate dai Duchi. Il complesso è circondato da un semplice muro di mattoni e pietra.

### Parrocchia di Santa Catalina de Alejandría
Le cronache, che non sono molto abbondanti, ci dicono che nel villaggio di La Alameda nel XVI secolo vivevano un centinaio di famiglie che assistevano ai servizi del castello di Osuna. Dal 1579 risalgono le prime notizie di un tempio che subì un incendio nel 1782 e che lo distrusse parzialmente. L'anno seguente avvenne un cambiamento nella fisionomia e nella geografia della zona: il conte di Priego vendette una serie di case situate a poca distanza dal castello a Pedro Téllez Girón, IX duca di Osuna e marito di María Josefa Alonso y Pimentel, si originò la storia del famoso Capricho e nacque la Alameda de Osuna. Si parla anche della presenza di un eremita, il beato Arsenio, di cui non c'è molto di verificabile.
Anni dopo, durante la guerra civile spagnola, fu utilizzata come magazzino a causa della sua vicinanza alla Posizione Jaca, cioè al Quartier Generale dell'Esercito Popolare Repubblicano, meglio conosciuto come il "Bunker del Generale Miaja". I danni non erano pochi. Negli anni 60 e 80, il lavoro di due sacerdoti, Don Lorenzo e Don José, rese possibile la rinascita della chiesa. Fu poi rimodellata con un progetto di Jaime Luque e la riforma terminò nel novembre 1996.
Oggi la chiesa, un tempo filiale della chiesa di San Pedro, ha una semplice facciata rinascimentale. È ben curata e possiamo contemplare un imponente crocifisso che sembra essere stato portato dall'America.

## Centri sanitari
Il distretto Barajas ha due ambulatori: uno in questo quartiere ed un altro nel quartiere di Timón; è il centro di salute Barajas, che serve anche il quartiere storico e, fino all'anno 2013, aveva un servizio di emergenza 24 ore al giorno.
Dal giugno del 2013, ebbero luogo molte attività di quartiere organizzate dall'assemblea popolare di Alameda-Barajas, dato che la Comunidad de Madrid si propose di chiudere le Urgencias del distretto raggiungendo l'obiettivo, tristemente, nell'ottobre dello stesso anno.
Attualmente questo gruppo, insieme con l'associazione Vecinal Plus Ultra e agli abitanti su base individuale, continua a chiedere la riapertura totale 24 ore per 365 giorni per questo servizio che copre più di 46.000 residenti più la popolazione fluttuante (hotels, aeroporto, ...).
Dall'anno 2018 la compagnia di trasporti municipali (EMT) collega il distretto di Barajas all'ospedale Ramón y Cajal con una linea speciale di bus che opera dal lunedì al venerdì tra le ore 06:45 e le ore 19:45 (con partenza da Barajas) e tra le ore 07:45 e le ore 20:45 (con partenza dall'ospedale Ramón y Cajal).

### Farmacie
- Calle La Rioja numero 11;
- Calle La Rioja numero 19;
- Plaza del Navío numero 1;
- Calle Canoa numero 18;
- Calle Galera numero 1;
- Calle Corbeta numero 8.

## La grande distribuzione organizzata
- DIA Supermercato Alameda de Osuna: nella calle Canoa;
- DIA Supermercato Alameda de Osuna: nella calle Corbeta.

## Trasporti
Nel quartiere di Alameda de Osuna si trova l'omonima stazione della metropolitana di Madrid, che funge da capolinea della linea 5 e che è collocata sotto alla Calle de La Rioja, all'incrocio con la Calle de la Corbeta.
È in corso di realizzazione un prolungamento a nord-est con una stazione e che va fino all'aeroporto.
Vi transitano inoltre alcune linee di autobus, anche notturni come il bus numero N4.